# Manning (Iowa)
Manning és una població dels Estats Units a l'estat d'Iowa. Segons el cens del 2000 tenia 1.490 habitants.

## Demografia
Segons el cens del 2000, Manning tenia 1.490 habitants, 650 habitatges, i 391 famílies. La densitat de població era de 240,7 habitants/km².
Dels 650 habitatges en un 23,5% hi vivien nens de menys de 18 anys, en un 50,8% hi vivien parelles casades, en un 7,2% dones solteres, i en un 39,7% no eren unitats familiars. En el 37,4% dels habitatges hi vivien persones soles el 22,8% de les quals corresponia a persones de 65 anys o més que vivien soles. El nombre mitjà de persones vivint en cada habitatge era de 2,18 i el nombre mitjà de persones que vivien en cada família era de 2,88.
Per edats la població es repartia de la següent manera: un 23,4% tenia menys de 18 anys, un 5,2% entre 18 i 24, un 22,3% entre 25 i 44, un 20,9% de 45 a 60 i un 28,2% 65 anys o més.
L'edat mediana era de 44 anys. Per cada 100 dones de 18 o més anys hi havia 80,5 homes.
La renda mediana per habitatge era de 32.083 $ i la renda mediana per família de 43.021 $. Els homes tenien una renda mediana de 28.214 $ mentre que les dones 19.432 $. La renda per capita de la població era de 16.806 $. Entorn del 3,7% de les famílies i el 7,9% de la població estaven per davall del llindar de pobresa.

## Poblacions més properes
El següent diagrama mostra les poblacions més properes.